# Rendcomb
Rendcomb is een civil parish in het bestuurlijke gebied Cotswold, in het Engelse graafschap Gloucestershire. Moleculair bioloog en Nobelprijswinnaar Frederick Sanger is geboren in Rendcomb.

## Geboren
- Frederick Sanger (1918-2013), biochemicus en Nobelprijswinnaar (1958 en 1980)